# 에너지의 날
에너지의 날은 에너지시민연대가 제정한 기념일로, 매년 8월 22일이다.

## 연혁
- 2003년 8월 22일 : 최대 전력소비(47,385MW) 기록
- 2004년 8월 22일 : 에너지시민연대가 에너지의 날 제정

## 행사
매년 8월 22일 21시부터 5분간 소등한다.

## 기타
- 하지만, 전력거래소에 따르면, 최대 전력소비는 계속 경신 중이다.[1]

## 같이 보기
- 지구의 시간 (Earth Hour. 얼스 아워) : 매년 3월 네 번째 토요일 20시 30분~21시 30분까지 1시간 동안 소등
- 지구의 날 (Earth Day. 어스 데이) : 매년 4월 22일 20시부터 10분간 소등